# Кристенсен, Хелена
Хеле́на Кри́стенсен (дат. Helena Christensen; род. 25 декабря 1968 года в Копенгагене, Дания) — датская супермодель и фотограф.

## Биография
Родилась 25 декабря 1968 года.
Отец — датчанин, мать — перуанка.
Первые шаги в модельном бизнесе сделала, когда ей было 9 лет.
В детстве мечтала стать музыкантом. В 1986 году, получив титул «Мисс Дания» в возрасте 18 лет, представляла Данию на конкурсе «Мисс Вселенная».
После окончания конкурса переехала в Париж, а впоследствии — в Нью-Йорк, США.

## Карьера
Является одной из самых узнаваемых моделей 1990-х годов, участвовала в показах таких брендов, как Alberta Ferretti, Chanel, Christian Lacroix, CoverGirl, DKNY, Fendi, Gianni Versace Couture, Hennes, Hermès, Karl Lagerfeld, Prada, Sonia Rykiel, Yves Saint Laurent, Christian Dior, Givenchy, Nina Ricci, Vivienne Westwood, Alexander McQueen, Jean Paul Gaultier, Lanvin, Balmain, Yohji Yamamoto, Armani, Roberto Cavalli, Gianfranco Ferrè, Marc Jacobs, Donna Karan, Ralph Lauren, Oscar de la Renta, Michael Kors, Calvin Klein и Valentino.
Появлялась на обложках таких известных журналов, как Elle, Cosmopolitan, Marie Claire, Vogue, Maxim, Harper's Bazaar и Allure. Также была одним из Ангелов Victoria's Secret и появлялась в каталогах этой компании. В 1994 году Хелена стала одной из звёзд легендарного календаря Пирелли, автором которого в том году был американский фотограф Херб Ритц.
В 1991 году снялась в музыкальном клипе Криса Айзека Wicked Game. Позже это видео было включено в списки Sexiest Video of All-Time канала MTV и 100 Greatest Videos телеканала VH1.
Хелена владеет антикварным магазином на Манхеттене, Нью-Йорк. Также выпускает линию одежды Christensen & Sigersen, совместно со своим давним другом Лифом Сигерсеном, которая продается в бутике в Нью-Йорке. Кристенсен также является фотографом, и её работы появлялись в Marie Claire и ELLE.

## Личная жизнь
- В 1990-х встречалась с Леонардо Ди Каприо, который моложе Хелены на 6 лет.
- Кристенсен встречалась с лидером INXS Майклом Хатченсом.
- У неё есть сын Мингус Люсьен Ридус, который родился 13 октября 1999 года. Его отцом является американский актёр Норман Ридус, с которым она встречалась 5 лет, но в итоге они разошлись.
- С 2008 года встречалась с лидером американской группы Interpol Полом Бэнксом[1].